# Bar Refa’eli
Bar Refa’eli hebr. ‏‎ בר רפאלי (ur. 4 czerwca 1985 w Hod ha-Szaron) – izraelska modelka.

## Życiorys
Urodziła się w Hod ha-Szaron, gdzie jej rodzice posiadają ranczo. Jej dziadkowie byli Żydami z Włoch, Litwy i Polski. Jej matka Cipi Refa’eli również była modelką znaną jako Tzipi Levine. Ma jednego starszego i dwóch młodszych braci.

### Kariera

#### Modeling

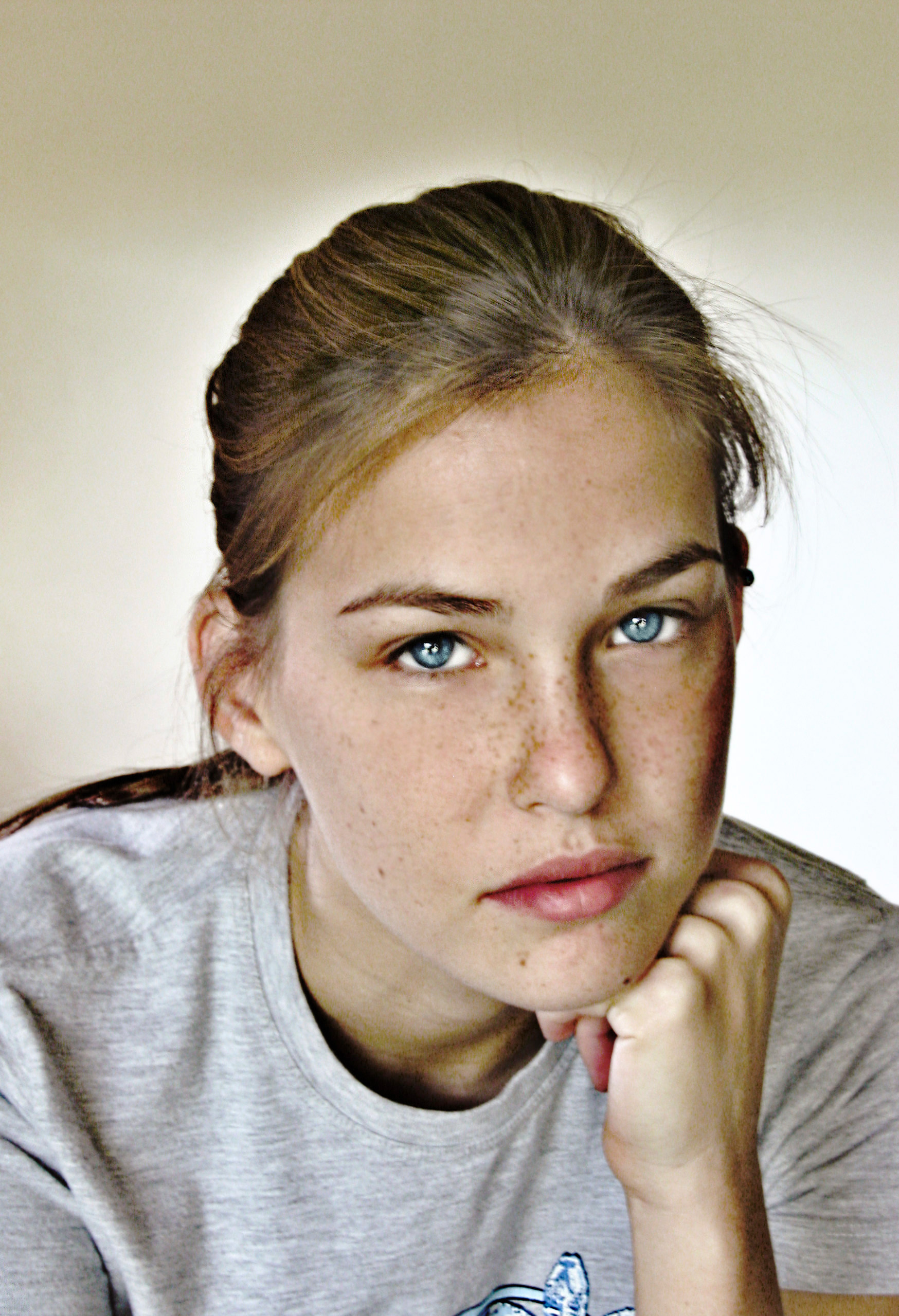
Refaeli (2003)

Pierwszą styczność z pracą przed kamerą, miała mając zaledwie 8 miesięcy, kiedy pojawiła się w reklamie. Jednak dopiero w wieku 15 lat podpisała kontrakt z agencją modelek, który pozwolił jej brać udział w sesjach do katalogów, gdzie prezentowała stroje kąpielowe.
W latach 2000–2001 została nagrodzona tytułem „Modelki roku” w Izraelu. Rok 2006 przyniósł jej okładki czasopism: Maxim, Elle (Francja), GQ (Włochy) i Cosmopolitan. W 2007 roku wzięła udział w reklamie Chanel oraz pojawiła się na okładce magazynu Sports Illustrated jako pierwsza izraelska modelka. W tym samym roku została twarzą perfum marki Guerlain, z którą współpracowała do 2009 roku. W kolejnych latach wielokrotnie pojawiała się również w reklamach True Religion. W 2009 roku wystąpiła w reklamie marki Victoria’s Secret wraz z zespołem Aerosmith, jednak nigdy nie zaproponowano jej zostania popularnym „aniołkiem”. W latach 2009–2011 była ambasadorką Garnier Fructis. W 2010 roku wystąpiła na pokazie jesienno-zimowej kolekcji Louis Vuitton.
Od 2011 roku wzięła udział w kampaniach m.in.: Gap, Escada, H.Stern czy Carolina Lemke. Pojawiła się na okładkach takich czasopism jak: Vogue, Elle, GQ, Maxim, Glamour, Harper´s Bazaar, Marie Claire czy Cosmopolitan. W 2014 roku wystąpiła w kampanii L’Oréal Paris Skin Perfection.
W 2012 roku została mianowana najseksowniejszą kobietą na świecie przez magazyn Maxim.

#### Telewizja

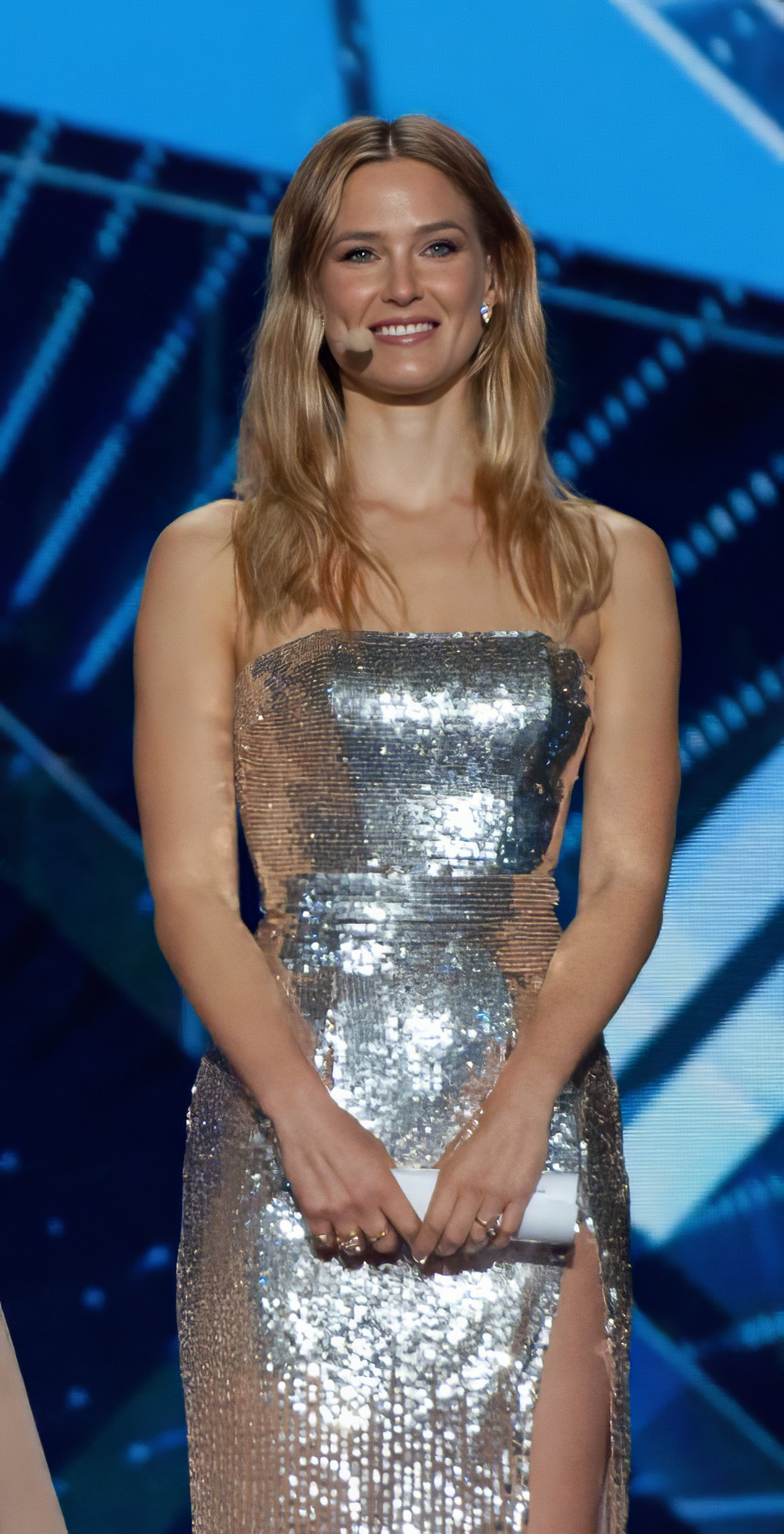
Bar Refaeli podczas prób do 64. Konkursu Piosenki Eurowizji w Tel Awiwie.

W 2005 roku wystąpiła w izraelskim serialu „Pick Up”, a w 2008 roku pojawiła się w jednym odcinku serialu „Eretz Nehederet”. Zagrała również w 2011 roku w filmie „Session”, a w 2013 roku w filmie „Kidon”.
Pojawiła się gościnnie w 4 sezonie programu „Germany’s Next Topmodel” u boku Heidi Klum. W 2014 roku była gościem specjalnym 10 odcinka 4 sezonu „Top Model” w Polsce. W 2012 roku została gospodynią programu poszukującego modelki – „Million Dollar Shootingstar”. Od 2013 roku Bar Refaeli jest prowadzącą izraelskiej wersji programu „X Factor”. W 2019 roku była jedną z prowadzących 64. Konkurs Piosenki Eurowizji w Tel Awiwie.

#### Biznes
Refaeli inwestuje również w różne projekty gospodarcze w Izraelu. Oprócz tego angażuje się w tworzenie własnej linii bieliźnianej oraz aplikacji modowych. Jej aplikacja „Mika Look”, pozwala użytkownikom kupić produkty noszone przez modelów. Jest również jednym z głównych inwestorów aplikacji „MyCheck”, dzięki której można płacić mobilnie.
W grudniu 2015 roku modelka oraz jej matka zostały zatrzymane przez policję w związku z podejrzeniami o oszustwa podatkowe – Refaeli nie przyznała się do winy.

### Działalność charytatywna
Jest wolontariuszką „Project Sunshine”, organizacji non-profit, która zapewnia bezpłatne świadczenia dzieciom zmagającym się z przewlekłymi chorobami. Wspierała organizację „Ahava” zajmującą się porzuconymi zwierzętami podczas konfliktu Izrael-Liban w 2006 roku. W 2009 roku otrzymała nagrodę podczas gali „Women’s World Awards”, za osiągnięcia oraz jej wkład w eliminację dyskryminacji kobiet.

### Życie prywatne
W 2003 roku, tuż po uzyskaniu pełnoletniości, Bar wyszła za mąż za Arika Weinsteina, przyjaciela rodziny. Małżeństwo zostało mocno skrytykowane w Izraelu jako celowe uniknięcie służby w wojsku przez modelkę. Małżeństwo rozwiodło się dwa lata później. Od 2005 roku, Refaeli była w związku z amerykańskim aktorem Leonardo DiCaprio. Para w międzyczasie rozstała się na pół roku i wróciła do siebie, jednak definitywny koniec związku nastąpił w 2011 roku.
Od 2013 roku modelka jest w związku z biznesmenem Adi Ezrą. Para zaręczyła się w marcu 2015 roku, a ślub odbył się we wrześniu tego samego roku. 1 stycznia 2016 roku modelka poinformowała na oficjalnym profilu na instagramie, że spodziewa się pierwszego dziecka. 11 sierpnia 2016 roku Refaeli urodziła córkę, której nadała imię Liv.
28 marca 2017 roku, modelka ogłosiła poprzez swoje konto na Instagramie, iż spodziewa się kolejnego dziecka. 20 października tego samego roku urodziła drugą córkę, Elle, a w styczniu 2020 syna Davida.